# Mia Zabelka

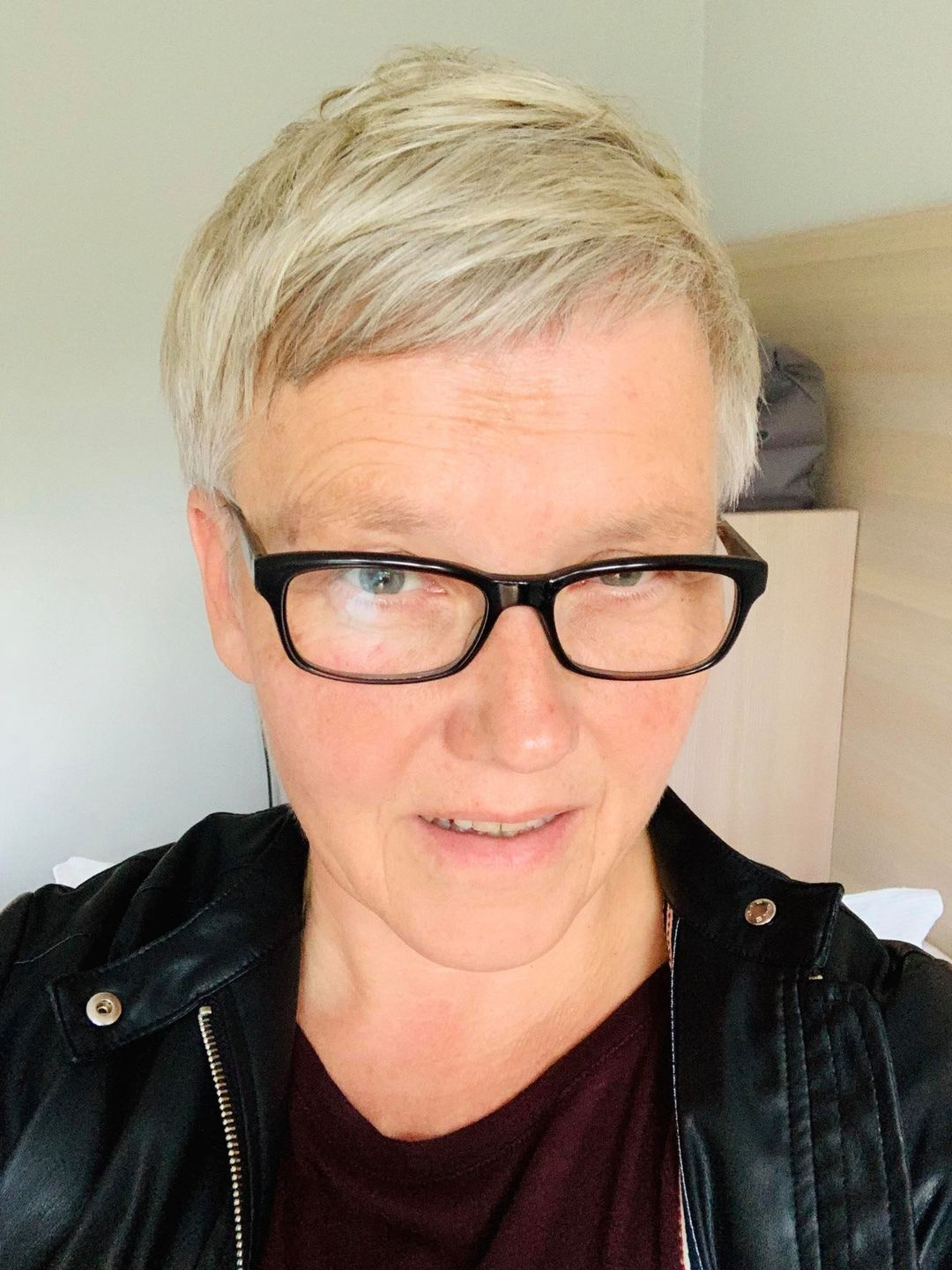
Selbstporträt von Mia Zabelka (2019)

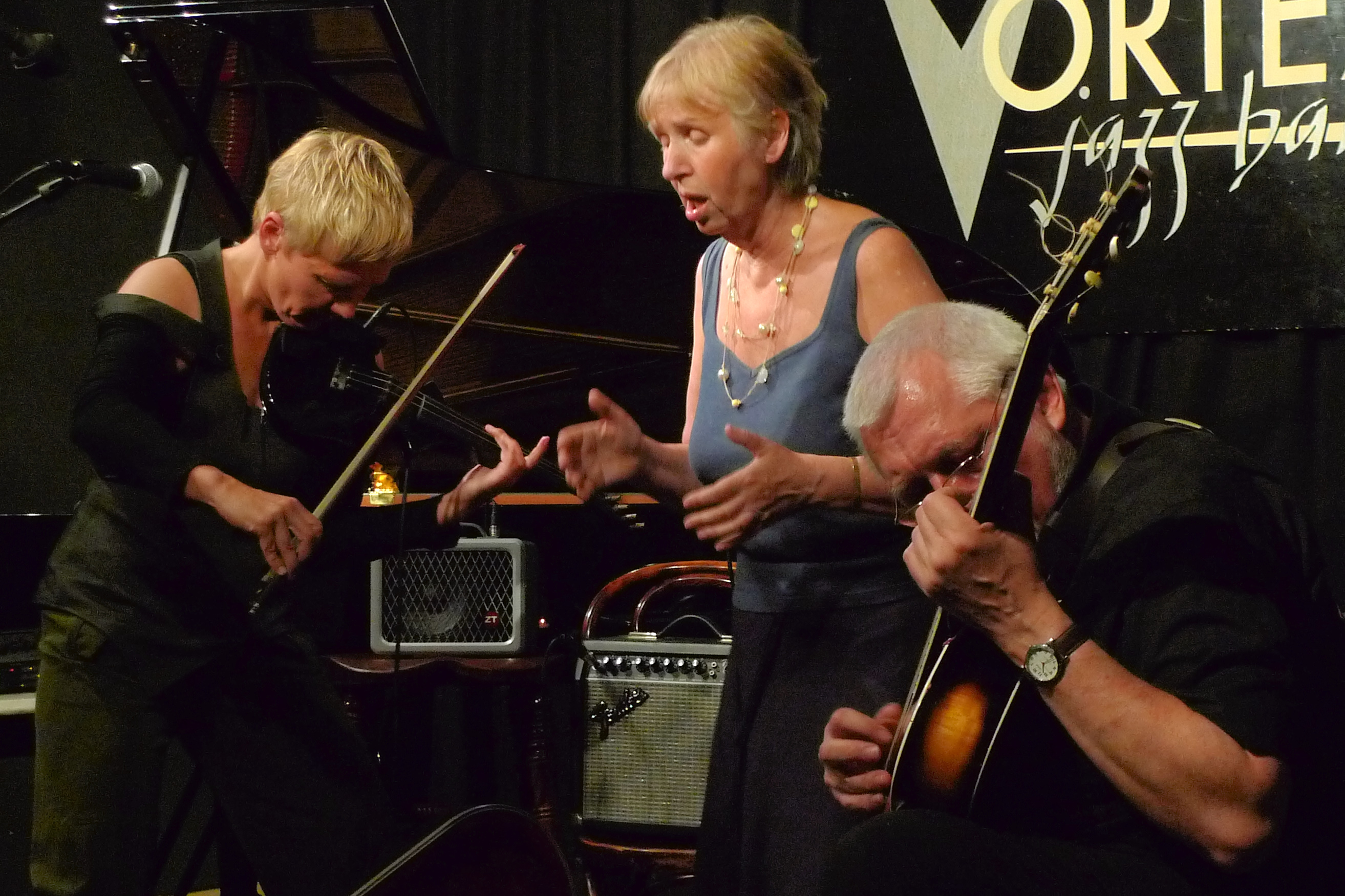
Zabelka (links) mit Maggie Nicols (Mitte) und John Russell (rechts) bei einem Auftritt mit dem Trio Blurb im Londoner Vortex Jazz Club (2011)

Mia Zabelka (* 21. September 1963 in Wien) ist eine österreichische Komponistin, Violinistin und Vokalistin. Sie lebt in der Südsteiermark.

## Studium
Zabelka studierte von 1970 bis 1988 an der Musikschule der Stadt Wien bei Rudolf Mašek und am Konservatorium der Stadt Wien Komposition bei Kurt Schwertsik und Violine bei Alexander Arenkov, Komposition studierte sie von 1986 bis 1991 bei Roman Haubenstock-Ramati und elektroakustische Musik bei Dieter Kaufmann an der Universität für Musik und darstellende Kunst Wien. Von 1982 bis 1988 studierte sie außerdem Musikwissenschaft und Publizistik an der Universität Wien bei Walter Pass.

## Werdegang
Neben Konzerten in Europa, den USA und der ehemaligen UdSSR war Zabelka Stipendiatin des DAAD in Berlin, der Fulbright Commission in New York und Composer in Residence an der Kunst-Station Sankt Peter in Köln und arbeitete am Studio für elektronische Musik, am ZKM in Karlsruhe, am STEIM, Amsterdam und am Experimental Studio des Warschauer Rundfunks. Von 1995 bis 2000 war sie künstlerische Leiterin des Klangturm St. Pölten. Seit ihrer ersten Albumveröffentlichung „SOMATEME“ 1987 – gemeinsam mit Giselher Smekal – (Edition RZ - Berlin) beschäftigt sie sich mit interdisziplinären, elektroakustischen und akustischen Improvisationstechniken, die sie als „sonic body impulses“ bzw. „multiversal music“ bezeichnet.
Seit ihren Aufenthalten in Berlin und New York arbeitet Zabelka mit verschiedenen Vertretern der internationalen freien Improvisationsmusikszene zusammen, so ist zum Beispiel das Album Possible Fruit in Zusammenarbeit mit John Zorn, David Moss, Eliott Sharp, Peter Holinger und Anderen entstanden. In späteren Jahren folgten Kollaborationen beispielsweise in den Werken Embodiment mit Pauline Oliveros und Alvin Curran, Colophony Circuit mit Electric Indigo, Trio Blurb mit Maggie Nicols und John Russell, Mia Zabelka Trio mit Pavel Fajt und Johannes Frisch, Medusa’s Bed mit Lydia Lunch und Zahra Mani, The Broken Glass mit Alex Gamez aka Asferico, Pleasure-Voltage mit Benjamin Finger und James Plotkin, AFTERSHOCK mit Arun Natarajan aka Icostech, sowie The Quantum Violin mit Glen Hall.
Im Jahre 2002 gründete Zabelka mit Zahra Mani die One.Night.Band, die mit wechselnder Besetzung auftritt. Seit 2008 ist Zabelka künstlerische Leiterin des Klanghaus Untergreith, seit 2009 künstlerische Leiterin von PhonoFemme Vienna. Von 2010 bis 2012 war sie außerdem Projektkoordinatorin und künstlerische Leiterin des Netzwerkprojektes PHONART – the lost Languages of Europe. Drei Jahre später, 2015, wurde sie Präsidentin der Society for Sound Art, Free Improvisation and Experimental Music Austria (SFIEMA).
Von 2016 bis 2018 war Zabelka gemeinsam mit Zahra Mani Projektkoordinatorin und künstlerische Leiterin des vom Creative Europe Programm der Exekutivagentur Bildung, Audiovisuelles und Kultur geförderten Netzwerkprojektes Echoes from Invisible Landscapes. Seit 2019 ist sie Vizepräsidentin der Austrian Composers Association (vormals Österreichischer Komponistenbund).

## Auszeichnungen (Auswahl)
- 2021 - Österreichischer Kunstpreis für Musik des Bundesministeriums für Kunst, Kultur, öffentlicher Dienst und Sport, Österreich für ihr Gesamtwerk[18]
- 2018 - The Akademia Music Award in der Kategorie „experimental music“ für die Komposition „For Pauline Oliveros“.[19]
- 2015 - Prämie im Rahmen des Outstanding Artist Award des Bundesministeriums für Kunst, Kultur, öffentlicher Dienst und Sport, Österreich für das Projekt Klanghaus Untergreith[20]
- 1988 und 1994 - Prix Ars Electronica für die Performance Sandstrahlentrost und für das Medienprojekt Realtime[1]
- 1988 und 1992 -  Preise des WDR Forums junger Komponisten[1]

## Diskografie (Auswahl)
- 2024 – Tungu / Mia Zabelka / Stefan Straßer: The Confidence of One Swimming Against the Current (FMR Records)
- 2021 – Mia Zabelka / Glen Hall: The Quantum Violin (FMR Records)
- 2021 – Mia Zabelka / ICOSTECH: Aftershock (Subcontinental Records)
- 2020 – Myasmo (Setola di Maiale)
- 2020 – Redshift Orchestra / Mia Zabelka / Kai Niggemann: Thinking Light (WAF80 music)
- 2019 – Pleasure-Voltage (Karlrecords)
- 2019 – Live at Rewire 2018 (Never Anything Records)
- 2018 – Trio Blurb: W (Evil Rabbit Records)
- 2017 – From Invisible Landscapes (small forms)
- 2017 – Cellular Resonance (Little Crackd Rabbit)
- 2016 – Mia Zabelka / Carlos Zingaro / Jean-Marc Foussat: Dans les tiroirs (small forms)
- 2016 – The Honey Pump (FMR Records)
- 2015 – Monday Sessions (Creative Sources)
- 2014 – It Doesn't Belong Here (Zoharum)
- 2013 – Maggie Nicols, John Russell, Mia Zabelka: Trio Blurb (Extraplatte)
- 2012 – Mia Zabelka Trio feat. Johannes Frisch / Pavel Fajt: Weird Tales & Elegant Motion (Monotype Records)
- 2011 – M (Monotype Records)